# Live Forever (album de Bob Marley and the Wailers)
Pour l’article homonyme, voir Live Forever pour la chanson d'Oasis.
Albums de Bob Marley and the Wailers
Live at the Roxy
(2003) Uprising Live!
(2014)
Live Forever est un album live de Bob Marley and the Wailers, enregistré au Stanley Theatre de Pittsburgh, Pennsylvanie (États-Unis) le 23 septembre 1980.
Il s'agit du dernier concert de Bob Marley, quelques mois avant son décès le 11 mai 1981.
Avant son édition officielle en 2011, il était disponible depuis plusieurs années en édition pirate (One Day of Bob Marley).

## Liste des morceaux

### Disque un
1. Greetings - 0:31
2. Natural Mystic - 4:40
3. Positive Vibration - 4:47
4. Burnin' and Lootin' - 3:35
5. Them Belly Full - 3:47
6. The Heathen - 4:25
7. Running Away - 2:50
8. Crazy Baldhead - 5:02
9. War/No More Trouble - 6:03
10. Zimbabwe - 3:39
11. Zion Train - 3:50
12. No Woman, No Cry - 6:05

### Disque deux
1. Jamming - 4:31
2. Exodus - 7:01
3. Redemption Song - 4:07
4. Coming in from the Cold - 3:37
5. Could You Be Loved - 7:40
6. Is This Love - 3:37
7. Work - 4:15
8. Get Up, Stand Up - 6:38